# Sum cu pa
| Tibetische Bezeichnung                                              |
| ------------------------------------------------------------------- |
| Tibetische Schrift: སུམ་ཅུ་པ                                          |
| Wylie-Transliteration: sum cu pa; lung du ston pa rtsa ba sum cu pa |
| Chinesische Bezeichnung                                             |
| Vereinfacht: 三十颂; 文法根本三十颂                                 |
| Pinyin:Sanshi song; Wenfa lun genben sanshi song                    |

Sum cu pa oder Dreißig Verse (tib. sum cu pa) ist das früheste und bis heute grundlegende tibetische Werk zur Grammatik des Tibetischen. Es ist eine Versabhandlung über tibetische Grammatik von Thonmi Sambhota (thon mi sam bho ta). Sein vollständiger tibetischer Titel lautet lung ston pa rtsa ba sum cu pa.
Es ist die erste von Thonmi Sambhotas acht Abhandlungen, welche die tibetische Grammatik und Sprache behandeln. Sie beschäftigt sich mit den Grundlagen des Grammatiksystems, indem sie zunächst Buchstaben, Vokale und Konsonanten des tibetischen Schriftsystems definiert und dann die Art und Weise, in der Buchstaben für die Bildung von Wörtern zusammengeschrieben werden. Sie liefert wichtiges Material zu Morphologie und Phonologie des Tibetischen. 
Von Thonmi Sambhotas ursprünglichen acht Abhandlungen sind nur diese und noch sein rtags kyi 'jug pa (tib. lung du ston pa rtags kyi 'jug pa) erhalten. 
Die anderen sechs sind durch König Langdarma im zehnten Jahrhundert n. Chr. zerstört worden. Beide Abhandlungen wurden in etwa um das Jahr 650 n. Chr. geschrieben.

## Ausgaben
- sum cu pa

### Übersetzungen

#### Französisch
- Jacques Bacot:  Une grammaire tibétaine du tibétain classique. Les slokas grammaticaux de Thonmi Sambhota avec leurs commentaires. Paris 1928. (Eine Übersetzung der Grammatik von Thonmi Sambotha)

#### Englisch
- Tony Duff